# Pariana setosa
Pariana setosa är en gräsart som beskrevs av Jason Richard Swallen. Pariana setosa ingår i släktet Pariana och familjen gräs. Inga underarter finns listade i Catalogue of Life.